# Ямищи (Ярославская область)
Ямищи — деревня в Карабихском сельском поселении Ярославского района Ярославской области. В деревне около 17 домов, число жителей меняется в зависимости от сезона. Постоянное население на 1 января 2007 года — 34 человека; на 1 января 2010 года — 5 человек.
Самая популярная версия происхождения названия гласит, что раньше на месте деревни был один из ямов, где проезжающие мимо меняли лошадей.
Деревня находится в 2,5 километрах от станции Липовая Гора города Ярославля. От города до деревни примерно 8 километров по дороге. К югу от деревни протекает речка Великая (правый приток Волги).

## Население
| 2007 | 2010 |
| ---- | ---- |
| 34   | ↘4   |

### Историческая численность населения
По состоянию на 1989 год в деревне проживало 14 человек.